# Женіва (округ, Алабама)
Шаблон:StateAbbr_ 31°05′32″ пн. ш. 85°50′18″ зх. д. / 31.092222222222° пн. ш. 85.838333333333° зх. д.
 Жені́ва (англ. Geneva County) — округ (графство) у штаті Алабама. Ідентифікатор округу 01061.

## Історія
Округ утворений 1868 року.

## Демографія
За даними перепису 2000 року
загальне населення округу становило 25764 осіб, зокрема міського населення було 3294, а сільського — 22470.
Серед мешканців округу чоловіків було 12529, а жінок — 13235. В окрузі було 10477 домогосподарств, 7457 родин, які мешкали в 12115 будинках.
Середній розмір родини становив 2,92.
Віковий розподіл населення поданий у таблиці:
| Стать    | До 15 років | 15-21 | 22-29 | 30-39 | 40-49 | 50-65 | 65-85 | Понад 85 |
| -------- | ----------- | ----- | ----- | ----- | ----- | ----- | ----- | -------- |
| Чоловіки | 2653        | 1224  | 1141  | 1750  | 1795  | 2266  | 1573  | 127      |
| Жінки    | 2380        | 1088  | 1148  | 1777  | 1887  | 2452  | 2077  | 426      |

## Суміжні округи
- Дейл — північ, північний схід
- Г'юстон — схід
- Джексон — південний схід
- Голмс, Флорида — південь
- Волтон, Флорида — південний захід
- Ковінгтон — захід
- Коффі — північ. північний захід

## Виноски
1. ↑  U.S. Decennial Census. United States Census Bureau. Архів оригіналу за 26 квітня 2015. Процитовано 22 серпня 2015.
2. ↑  Historical Census Browser. University of Virginia Library. Архів оригіналу за 11 серпня 2012. Процитовано 22 серпня 2015.
3. ↑  Forstall, Richard L., ред. (24 березня 1995). Population of Counties by Decennial Census: 1900 to 1990. United States Census Bureau. Архів оригіналу за 24 вересня 2015. Процитовано 22 серпня 2015.
4. ↑  Census 2000 PHC-T-4. Ranking Tables for Counties: 1990 and 2000 (PDF). United States Census Bureau. 2 квітня 2001. Архів оригіналу (PDF) за 18 грудня 2014. Процитовано 22 серпня 2015.
5. ↑  State & County QuickFacts. United States Census Bureau. Архів оригіналу за 6 червня 2011. Процитовано 16 травня 2014.(англ.) Наведено за англійською вікіпедією.
6. ↑  American FactFinder. Бюро перепису населення США. Архів оригіналу за 21 травня 2008. Процитовано 31 січня 2008.